# Heinrich Schlüter (Politiker, 1883)
Heinrich Schlüter (* 26. Juli 1883 in Godelheim; † 12. Dezember 1971 in Höxter) war ein deutscher Politiker (Zentrum und CDU).

## Leben und Beruf
Nach dem Besuch der Volksschule absolvierte er eine Schuhmacherlehre und legte 1908 die Meisterprüfung ab. Von 1908 bis 1945 war er in Godelheim selbstständiger Schuhmachermeister. Von 1945 bis 1954 war Schlüter Kreishandwerksmeister und Mitglied des Vorstandes der Handwerkskammer Bielefeld. 1945 wurde er Vorsitzender der CDU des Kreises Höxter. Von 1919 bis 1933 war er Mitglied der Deutschen Zentrumspartei.
Er war verheiratet und hatte drei Töchter.

## Abgeordneter
Vom 20. April 1947 bis zum 12. Juli 1958 war Schlüter Mitglied des Landtags des Landes Nordrhein-Westfalen. Er wurde jeweils mit deutlicher Mehrheit im Wahlkreis 134 Höxter direkt gewählt.
Dem Kreistag des Landkreises Höxter gehörte er von 1945 bis 1954 an. 
Von 1918 bis 1933 war er Mitglied der Gemeinde- und Amtsvertretung und des Kreistags.

## Öffentliche Ämter
Von Januar 1946 bis November 1949 war er Landrat des Kreises Höxter. Bürgermeister der Gemeinde Godelheim war Schlüter von Juli 1945 bis Oktober 1946.

## Sonstiges
Am 21. Juni 1961 wurde ihm das Bundesverdienstkreuz I. Klasse verliehen. Zu Schlüters Ehren wurde 2004 eine Straße in einem Godelheimer Neubaugebiet „Landrat-Schlüter-Weg“ genannt.